# Magdalena Adugna
Magdalena Adugna (* 1. Oktober 1987 in Bad Kreuznach) ist eine äthiopisch-deutsche Filmemacherin und Violinistin.

## Leben und Wirken
Adugna wuchs in Bad Kreuznach auf und besuchte das Gymnasium der Alfred-Delp-Schule in Hargesheim. Nach dem Abitur studierte sie Diplom-Orchestermusik im Hauptfach Violine an der Hochschule für Musik Mainz, in der Klasse von Benjamin Bergmann und absolvierte den Masterstudiengang Musikjournalismus für Rundfunk und Multimedia an der Hochschule für Musik Karlsruhe. Sie arbeitete als freie Autorin u. a. für den WDR, SWR, Deutschlandfunk Kultur und BR-Klassik.
Zusammen mit dem Filmemacher Victor Grandits dreht sie seit 2019 Fernsehdokumentationen u. a. über Gerhard Polt, Thomas Gottschalk und Wolfgang Rihm. Zum 500-jahrigen Jubiläum des Bayerischen Staatsorchesters drehte sie 2023 mit Grandits einen abendfüllenden Dokumentarfilm im Auftrag des BR und von Arte.
Das Porträt „Wolfgang Rihm – Das Vermächtnis“ war 2020 für den deutschen Dokumentarfilmpreis nominiert.
Als moderne und Barockgeigerin spielt Magdalena Adugna in verschiedenen Ensembles. Als Studio- und Tourmusikerin ist sie u. a. im Orchester der Songwriterin Mine tätig.
2013 entwickelte sie zusammen mit Dietmar Bertram unter der Regie von Neville Tranter das Kindertheaterstück „Feuerpferd und Teufelsgeigerin“, das im September 2013 Premiere im Mainzer Unterhaus hatte.